# 拉罗谢特 (上普罗旺斯阿尔卑斯省)
拉罗谢特（法語：La Rochette，法語發音：[la ʁɔʃɛt] ⓘ）是法国上普罗旺斯阿尔卑斯省的一个市镇，位于该省东南部，属于卡斯泰拉讷区。

## 地理
拉罗谢特（43°54'54"N, 6°53'26"E）面积18.8 平方千米，位于法国普罗旺斯-阿尔卑斯-蓝色海岸大区上普罗旺斯阿尔卑斯省，该省份为法国东南部内陆省份，北起上阿尔卑斯省，西接沃克吕兹省，西北接德龙省，南至瓦尔省，东临滨海阿尔卑斯省，东北部与意大利接壤。
与拉罗谢特接壤的市镇（或旧市镇、城区）包括：瓦勒德沙尔瓦涅、昂特勒沃、圣皮埃尔、阿米拉、科隆格、拉佩讷、萨拉格里丰。
拉罗谢特的时区为UTC+01:00、UTC+02:00（夏令时）。

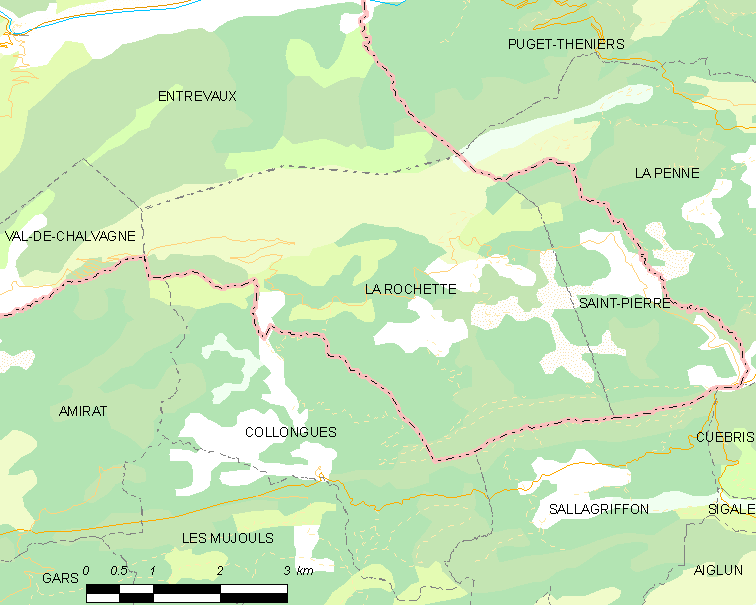
拉罗谢特的OSM定位图

## 行政
拉罗谢特的邮政编码为06260，INSEE市镇编码为04170。

## 政治
拉罗谢特所属的省级选区为卡斯泰拉讷县。

## 人口

1962-2008年间拉罗谢特人口变化图示

拉罗谢特于2022年1月1日时的人口数量为72人。